# Казанка (Шарьинский район)
Казанка — деревня в составе Зебляковское сельское поселение сельского поселения Шарьинского района Костромской области России.
До 1 марта 2021 года относилась к упразднённому Заболотскому сельскому поселению.

## География
Расположена у речки Поповки.

## История
Согласно Спискам населенных мест Российской империи в 1872 году деревня относилась к 2 стану Ветлужского уезда Костромской губернии. В ней числилось 15 двора, проживало 79 мужчин и 82 женщины.
Согласно переписи населения 1897 года в деревне проживало 240 человек (108 мужчин и 132 женщины).
Согласно Списку населенных мест Костромской губернии в 1907 году деревня относилась к Гагаринской волости Ветлужского уезда Костромской губернии. По сведениям волостного правления за 1907 год в деревне числилось 38 крестьянских дворов и 281 житель. В деревне имелись ветряная мельница и кузница. Основными занятиями жителей деревни были лаптевый и лесной промыслы.

## Население
| 2008 | 2010 | 2014 |
| ---- | ---- | ---- |
| 43   | ↘38  | ↗43  |